# Daniel Magda
Daniel Magda (sinh 25 tháng 11 năm 1997) là một cầu thủ bóng đá Slovakia thi đấu ở vị trí hậu vệ cho câu lạc bộ Slovakia FO ŽP Šport Podbrezová.

## Sự nghiệp

### FO ŽP Šport Podbrezová
Magda ra mắt chuyên nghiệp cho FO ŽP Šport Podbrezová trước MFK Ružomberok on 30 tháng 4 năm 2016.